# سامي البدري (كاتب)
سامي البدري كاتب وروائي وقاص وشاعر وصحفي عراقي وُلد بمدينة سامراء في الثامن من أغسطس/آب عام 1960م، وهو حاصل على ليسانس في الإعلام من جامعة سطيف في الجزائر، وحاصل على ليسانس من كلية الآداب في جامعة عين شمس في مصر ثم حصل على درجة الماجستير في الأدب العربي الحديث من جامعة الجزائر الثالثة، ثم حصل على درجة الدكتوراه في النقد الحديث من جامعة عمر المختار في ليبيا.
يعمل سامي البدري سكرتيراً لتحرير جريدة الغد العراقية، وهو عضو في نقابة الصحفيين العراقيين، وعضو اتحاد الصحفيين العرب، وعضو باتحاد الأدباء والكتاب العراقيين.

## مؤلفاته
ألفّ سامي البدري العديد من المؤلفات التي تنوعت ما بين المجموعات القصصية، والروايات، والنصوص الشعرية والمسرحية، والتاريخ السياسي إلى جانب عدد من الأبحاث والدراسات المنشورة، وتُرجمت العديد من نصوصه القصصية والشعرية إلى عدد من اللغات الأجنبية من بينها الإنجليزية والفرنسية، وفيما يلي بعض من أهم مؤلفاته:
- إيقاع غريزة الفراشات (رواية): صدرت عام 2011 عن دار تموز ورند للنشر والتوزيع في دمشق.
- الرغبة عند درجة الاستواء (متتالية قصصية): صدرت عام 2011 عن دار تموز ورند للنشر والتوزيع في دمشق.
- موت بلون آخر (رواية): صدرت عام 2016 عن مؤسسة الرحاب الحديثة للطباعة والنشر والتوزيع في بيروت.[4][5]
- سمو الجنرال ولية العهد (رواية): صدرت عام 2017.
- عتبة السلم الرملي – الفلسفة المفقودة (متتالية قصصية): صدرت عام 2017 عن مؤسسة الرحاب الحديثة للطباعة والنشر والتوزيع في بيروت.[6]
- تضاريس الأحجية (مجموعة شعرية)
- رماد الأسئلة (مجموعة قصصية)
- سيرة جدار (نصوص مسرحية)
- محطات ومراحل في حياة نوري السعيد
- الكلمة في موقد الطين
- أراجيح في مدائن الحلم
- صوت آخر لشهقة القلق
- السقوط من فخ القداسات
- القفز فوق عشب السراب
- الحب على حافة البارادور (رواية): صدرت عام 2019.[7]

### الدراسات والأبحاث
- في سبيل تأسيس مجتمع مدني عراقي: نُشر في الكتاب الأول لمؤسسة الحوار المتمدن العراقية مع عدة أبحاث أخرى لمجموعة من الباحثين العرب.
- حرية المرأة العراقية.. آفاق ومعوقات: نُشر في الكتاب الرابع لمؤسسة الحوار المتمدن العراقية.
- الماكينة الإعلامية والخطاب التعبوي: بحث أُجري لمركز النهرين للأبحاث والدراسات الإعلامية، ونُشر في جريدة القدس العربي.

## الجوائز والتكريمات
حظي الكاتب سامي البدري بتكريم العديد من الجهات المحلية والعربية، وحصل على عدد من الجوائز الأدبية، والتي من أهمها:
- جائزة الشعر للمركز الثاني من مؤسسة النور في السويد في دورة الشاعرة لميعة عباس عمارة عام 2010 عن قصيدته «قاب شفتين أو أدنى».
- المركز الثاني بجائزة مهرجان أيام السياسة والشعر الذي أقيم في الأرجنتين في نوفمبر/ تشرين الثاني عام 2015.
- كما وصلت روايته «سمو الجنرال ولية العهد» في عام 2016 إلى القائمة القصيرة لجائزة بغداد للرواية العراقية، وكانت من بين خمسة روايات تنافست على الفوز بالجائزة.[8]